# Kurt Eder
Kurt Eder (* 18. November 1946 in Alfeld an der Leine, Niedersachsen) ist ein österreichischer Prokurist, Politiker (SPÖ) und ehemaliger Abgeordneter zum Österreichischen Nationalrat.

## Ausbildung und Beruf
Kurt Eder besuchte zunächst die Volksschule und fünf Klassen einer Mittelschule, bevor er eine kaufmännische Lehre begann. Der gelernte Industriekaufmann absolvierte die Sozialakademie und schloss eine Kostenrechnungsausbildung ab. 1966 leistete Eder seinen Präsenzdienst.
Kurt Eder trat 1962 als kaufmännischer Angestellter in die OMV AG ein, übernahm 1978 die kaufmännische Leitung des Zentralen Technischen Betriebs und arbeitet seit 1990 als Leiter für Energie-Koordination-Projekte. Er trägt den Berufstitel Kommerzialrat.

## Politische Laufbahn
Kurt Eder begann seine politische Karriere als Bezirksrat in Wien-Floridsdorf. Er übte diese Funktion zwischen 1977 und 1981 aus und war von 1978 und 1981 Klubobmann der SPÖ in Floridsdorf. 1981 wechselte Eder bis 1987 in den Wiener Landtag und Gemeinderat. Am 24. November 1987 wurde Eder als Abgeordneter zum Nationalrat angelobt. Der langjährige Energiesprecher war zuletzt Obmann des Verkehrsausschusses und vertrat die SPÖ in den Ausschüssen Budget, Bauten, Finanz, Wirtschaft sowie im Hauptausschuss. Nachdem der SPÖ-Parlamentsklub beschlossen hatte, die Nebeneinkünfte der Abgeordneten zu veröffentlichen, legte Eder mit dem 31. Dezember 2007 sein Mandat zurück. Er hatte es zuvor abgelehnt, seine Einkünfte als OMV-Angestellter bekannt zu geben.
Kurt Eder war von 1990 bis 2010 Vorsitzender der SPÖ Floridsdorf, ist seit 1994 Mitglied des Landesparteivorstandes der SPÖ Wien, seit 1996 Mitglied des Landesparteipräsidiums und stellvertretender Parteivorsitzender der SPÖ Wien.

## Auszeichnungen
- 1994: Großes Silbernes Ehrenzeichen für Verdienste um die Republik Österreich[2]
- 2001: Großes Goldenes Ehrenzeichen für Verdienste um die Republik Österreich[3]
- 2008: Großes Silbernes Ehrenzeichen mit dem Stern für Verdienste um die Republik Österreich[4]
- Silbernes Ehrenzeichen für Verdienste um das Land Wien